# Polyplectropus puerilis
Polyplectropus puerilis là một loài Trichoptera trong họ Polycentropodidae. Chúng phân bố ở miền Australasia.